# IC 1094
IC 1094 ist ein Galaxientriplett im Sternbild Bärenhüter am Nordsternhimmel.
Das Objekt wurde am 8. Juli 1891 von Stéphane Javelle entdeckt.